# Eguria excellens
Eguria excellens är en fjärilsart som beskrevs av Felix Bryk 1941. Eguria excellens ingår i släktet Eguria och familjen tandspinnare. Inga underarter finns listade i Catalogue of Life.